# Otto Fehlmann
Pour les articles homonymes, voir Fehlmann.
Otto Fehlmann, est un joueur de football suisse né le 5 avril 1889 à Aarau, décédé le 5 octobre 1977 à Genève.

## Biographie
Otto Fehlmann commence sa carrière à l'âge de 15 ans avec le FC Aarau. Il débute à 20 ans en équipe nationale comme ailier gauche. Pendant 15 ans, il est le pilier défensif du Servette FC dont il est capitaine. En effet, arrivé à Servette en 1911 avec une réputation d'attaquant redoutable, il décide, l'année suivante, de jouer comme défenseur central et sera considéré comme l'un des meilleurs joueur du pays. Il fait la couverture de la revue Schweizer Sport en mars 1923. En 1927, il abandonne la compétition à 38 ans après une carrière de 23 ans en Série A, dont 16 avec le Servette FC,,.

## Équipe nationale
De 1909 à 1923, il compte 20 sélections entre l'âge de 20 et 34 ans, la plupart en tant que capitaine. À l'époque, les joueurs payaient les frais de leur poche et une sélection était uniquement considérée comme un honneur et le couronnement d'une carrière sportive,.

## Palmarès
En 1918, 1922, 1925 et 1926, il est champion suisse avec le Servette FC,.